# Sally Goold
Sally Sophia Goold (nascida Bamblett) é uma mulher Wiradjuri que se tornou a primeira enfermeira aborígene em New South Wales, Austrália.

## Prémios e honras
Em 1986, Goold recebeu a Medalha da Ordem da Austrália na Queen's Birthday Honors. Em 2006, Goold foi eleita a australiana sénior do ano.